# La Lippina
La Lippina ou La Vierge à l'Enfant avec deux anges (en italien : Madonna col Bambino e due angeli) est une peinture religieuse de Fra Filippo Lippi, datant de 1465 environ, conservée aux Offices à Florence.

## Histoire
Les circonstances de la commande et la datation de l'œuvre sont inconnues car il n'existe aucun document contemporain la concernant. Le visage de la Vierge serait le portrait de Lucrezia Buti, la religieuse carmélite qui lui servait de modèle. L'œuvre appartiendrait ainsi à son époque pratese (1452-1466). Ses dimensions insolites font naître l'hypothèse d'une célébration d'un fait privé de l'artiste, comme la naissance de son fils Filippino (1457) ; selon une tradition, il l'aurait représenté sous les traits de l'enfant Jésus.
Mais la comparaison avec un autoportrait de Filippino Lippi adulte incite plutôt à penser que son père lui a donné le rôle de l'ange du premier plan qui se retourne ; cela repousse l'exécution du présent tableau à 1465 environ, en concordance avec l'analyse stylistique. Dans ce cas, Filippo Lippi, alors âgé de 59 ans, aurait donné ses propres traits à l'Enfant.
Une inscription du XVIIIe siècle, sur l'envers du tableau, témoigne de sa présence à l'époque dans la Villa di Poggio Imperiale, propriété des Médicis.
Le 13 mai 1796, l'entrée de l'œuvre est enregistrée dans les archives des Gallerie Granducali, noyau originel des Offices.
Il s'agit probablement de l'œuvre majeure de Fra Filippo Lippi, bien connue comme point de référence pour toutes les « Vierge à l'Enfant » successives, surtout celles de Sandro Botticelli. Le tableau est important aussi par le fait qu'il constitue une des rares œuvres entièrement de la main du maître sans aucune intervention de son atelier.

## Thème
La peinture reprend la représentation récurrente dans la peinture chrétienne de la Vierge à l'Enfant (ou Madone), présentant la Vierge Marie avec l'Enfant Jésus ici en compagnie de deux anges.

## Description

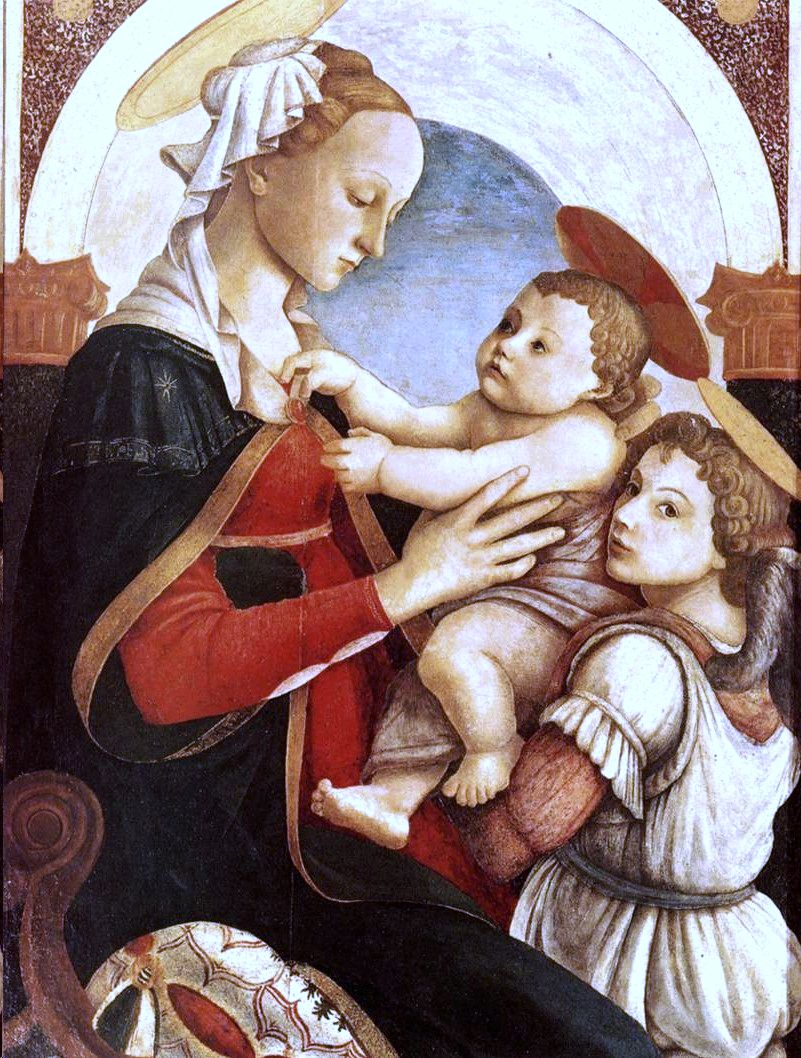
Sandro Botticelli, La Vierge à l'Enfant avec un ange (1465 env.).

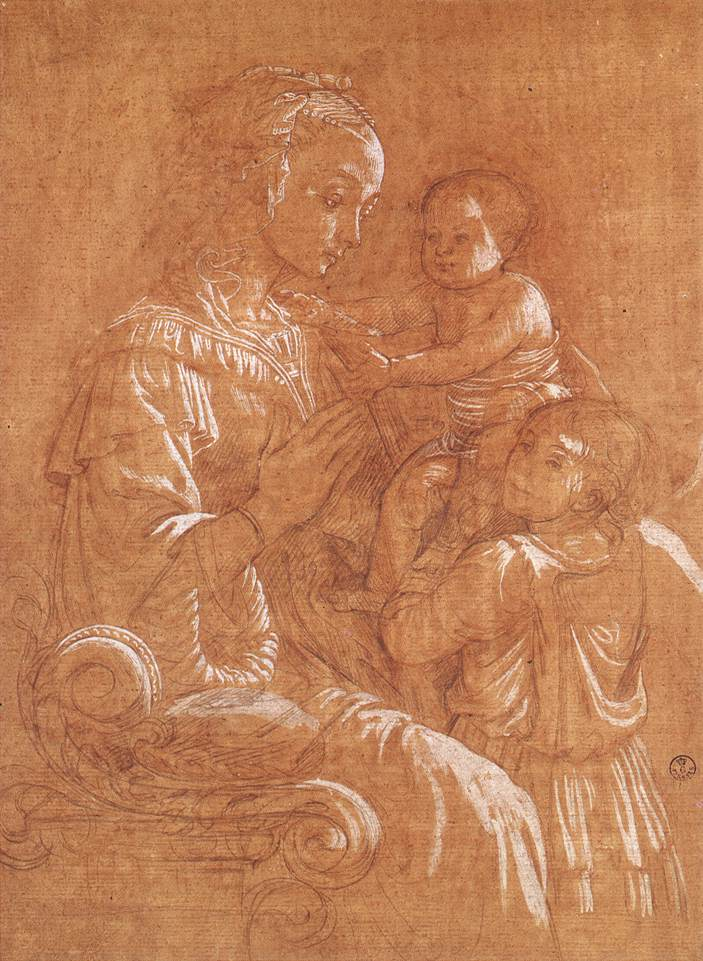
Dessin préparatoire.

Au premier plan, la Vierge finement auréolée, le visage de profil, orientée des trois-quarts vers la droite, est assise sur un siège dont le bras est doté d'un riche coussin. En arrière-plan, un cadre ou une fenêtre ouvre sur un paysage. La Vierge a les mains jointes devant l'Enfant qu'un ange lui présente et qui regarde vers le spectateur, l'invitant à participer à la scène.
Le visage de la Vierge est mélancolique, son attitude reflète la « position de l'adoration du fils » comme si elle voulait avec la prière conjurer le destin de la passion. Sa coiffure est très élaborée, avec des voiles à peine perceptibles et perles. Ces détails témoignant d'une grande virtuosité ont été repris tout au long de la seconde moitié du Quattrocento.
On le retrouve par exemple dans le Portrait de jeune fille (it) d'Andrea della Robbia au musée national du Bargello (1470 environ). L'habit comporte d'élégants plis cadencés et des jeux de lumières qui révèlent la consistance du velours bleu incitant instinctivement le spectateur a observer d'une manière plus détaillée la figure sacrée.
Sur le verso le tableau comporte une esquisse au pinceau d'un buste féminin.

## Analyse
La composition et l'utilisation de la couleur de la Lippina sont innovatrices : le groupe est placé devant un cadre (ou une fenêtre ouverte) représentant un paysage se développant jusqu'à la ligne d'horizon, principe pictural directement inspiré de la peinture flamande.
La « coupure » au niveau du genou est nouvelle également, comme la disposition de l'Enfant qui est porté par deux anges, plutôt que par la Vierge. Un ange au premier plan, est tourné et souriant, un second derrière est semi-caché. L'attitude joyeuse de l'angelot contrebalance la gravité pensive de la vierge aboutissant à un surprenant équilibre.
L'espace pour les figures au premier plan semble dilaté, suggéré par la disposition en profondeur des anges et quelques lignes de force de perspective, comme l'aile de l'ange au premier plan qui se projette en dehors de la peinture, au-delà de la corniche. Un genou de la Vierge est légèrement tourné, contribuant à renforcer cet effet.
Les modèles qui ont inspiré le maître sont essentiellement des sculptures : Agostino di Duccio et Desiderio da Settignano, Luca Della Robbia, Donatello et Michelozzo (tombeau Aragazzi à Montepulciano).
L'utilisation de la couleur est aussi innovatrice : au lieu des teintes traditionnelles, le maître utilise une illumination claire et limpide, avec un effet d'unité atmosphérique que seulement Léonard de Vinci, quelques décennies ensuite, saura réaliser.
Le tableau eut un fort succès, l'effet naturel de l'ensemble surprit les artistes contemporains qui essayèrent de reproduire les effets sans totalement y parvenir. Il existe quelques copies d'Andrea del Verrocchio et du jeune Sandro Botticelli (Musée des Innocents, Florence), qui n'atteignent pas le même niveau. Même Lippi en réalisa une copie vers 1465, conservée à l'Alte Pinakothek de Munich (n. 647).
Les perles qui apparaissent sur le col de l'habit, sur la coiffure et sur le coussin sont le symbole de la pureté pour les jeunes épouses, repris du Cantique des Cantiques.

## Dessin préparatoire
Le Gabinetto dei Disegni e delle Stampe (it) des Offices possède un dessin préparatoire de l'œuvre tracée à la pointe d'argent et céruse sur papier filigrané préparé de couleur jaune-ocre.
Ce dessin provient de la collection du cardinal Léopold de Médicis et est attribuée au maître déjà dans un manuscrit de 1687 (Archivio di Stato di Firenze, Guard. 779 ins. 9), dans lequel le secrétaire du cardinal Lorenzo Gualtieri enregistre la remise d'un livre de dessins à Giovanni Bianchi, conservateur de la Galleria granducale. Ce dessin était donc aux Offices bien avant le tableau.
Dans le dessin il manque la fenêtre et la position des jambes de la Vierge est plus entravée. En outre dans l'œuvre finale, l'accoudoir possède une volute qui tourne.
Certains critiques d'art mirent en doute l'attribution de l'esquisse retenant qu'il s'agissait d'une copie de Fra Diamante pour le répertoire d'atelier, mais il s'agit d'avis minoritaires.
Une des dernières confirmations, l'estimant comme une étude de la main de Lippi pour sa peinture, remonte à Annamaria Petrioli Tofani (1992).

## Postérité
L'élève de Lippo Sandro Botticelli a signé plusieurs toiles qui s'inspirent clairement de la composition de La Lippina, ainsi La Vierge à l'Enfant avec un ange et Vierge à l'Enfant avec anges, respectivement au musée des Innocents et à la National Gallery of Art.
Le tableau fait partie du musée imaginaire de l'historien français Paul Veyne, qui le décrit dans son ouvrage justement intitulé Mon musée imaginaire.
Les figures de la Vierge et de l'enfant sont reproduites sur une monnaie commémorative de 2 euros de Saint-Marin émise en 2019 en souvenir du 550e anniversaire de la mort de l'artiste.

Monnaie de Saint-Marin.

## Sources
- (it) Cet article est partiellement ou en totalité issu de l’article de Wikipédia en italien intitulé « Lippina » (voir la liste des auteurs).